# 金史紀事本末
『金史紀事本末』（きんしきじほんまつ）は、清の李有棠の編著。全52巻。光緒十九年（1893年）に『遼史紀事本末』40巻と同時刊行された。以後も継続して修訂され、その引用書目は510種に及んだ。本書の特徴は膨大な割注（考異）の存在にあり、本文を上回る分量を誇っている。
光緒二十九年（1903年）、江西学政の呉士鑒によって朝廷に献上された。このとき「紀述は該博、考証は綿密」「不朽の歴史書」と称賛された。本書は政治の興廃を重視し、社会経済に対する論及は少ない。1980年に中華書局から校点出版された。